# Emmerich am Rhein
Emmerich am Rhein település Németországban, azon belül Észak-Rajna-Vesztfália tartományban. Lakosainak száma 32 157 fő (2023. december 31.). Emmerich am Rhein Kleve, Rees, Kalkar, Montferland, Oude IJsselstreek, Rijnwaarden és Zevenaar községekkel határos.

## Fekvése
Wesel-től északnyugatra, a Rajna jobb partján fekvő határváros.

## Története
Emmerich első templomát 700 körül alapította Szt. Willibrord, a fríz apostol, az akkori frank udvari birtokon. Ebből fejlődött ki Embrike, amelynek Otto von Geldern gróf 1233-ban városjogot adományozott.
A város a 14. században a Hanza-szövetség tagja lett és a klevei grófok kezére került. Ez időtől gazdasági, kulturális virágzás kora köszöntött rá. 1609-ben a brandenburgiak szerezték meg.
A második világháború után fejlődött modern várossá.

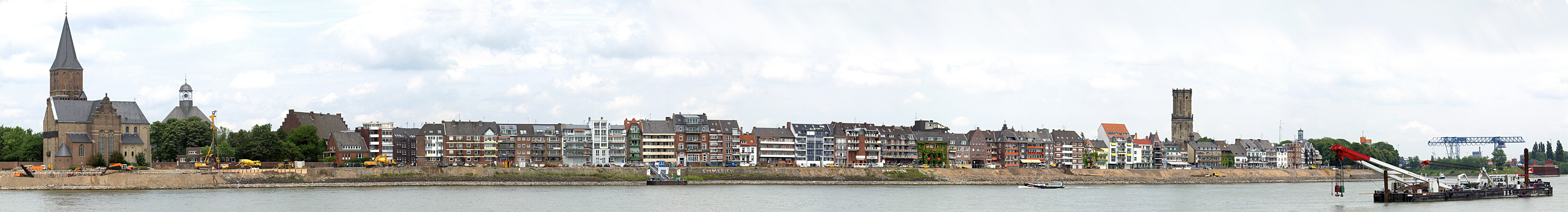
A város panorámaképe

## Gazdasága
Emmerich, a Rajna jobb partján fekvő határváros, a Holland határ közelében. A város a Ruhr-vidék és Hollandia nyugati iparvidéke között jelentős ipari központ. Számottevő élelmiszer-, gép- és jármű-, építő- és kerámiai, valamint vegyipara van. Nagy személyforgalmi, valamint ipari- és konténeres kikötője van.

## Nevezetességek
- Szt. Aldegundis-templom - A 15. században épült.
- Márton templom - 11. századi román stílusú, háromhajós csarnokkriptával.
- Krisztus templom - a 17.-18. században épült.
- Rheinpark
- Borghesi kastély
- Függőhíd - A Rajna fölött átívelő 1228 méter hosszú függőhíd.

## Itt születtek, itt éltek
- Eduard Künnecke (1885-1953) - komponista itt született.
- Nico Hülkenberg (1987-) - Formula 1-es versenyző.

## Galéria

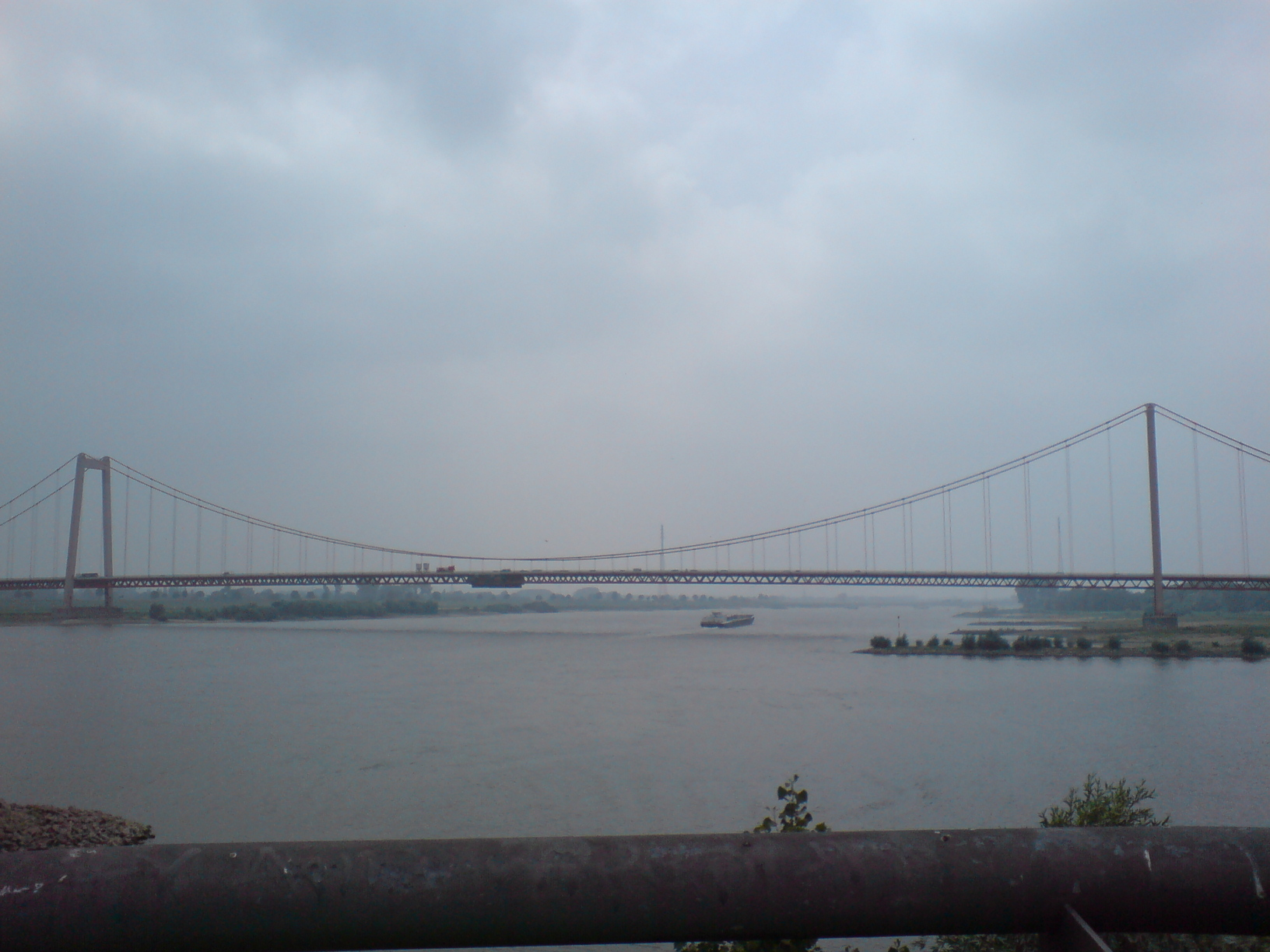
Függőhíd a Rajna fölött
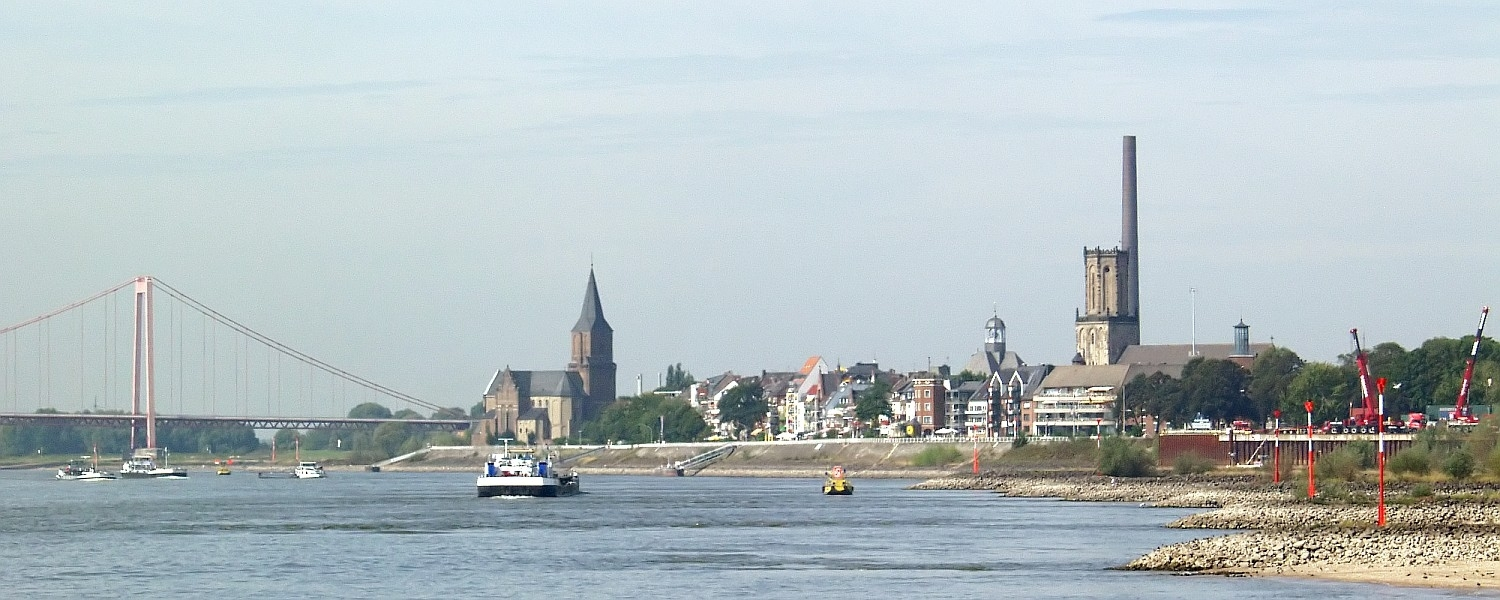
Városkép a függőhíddal
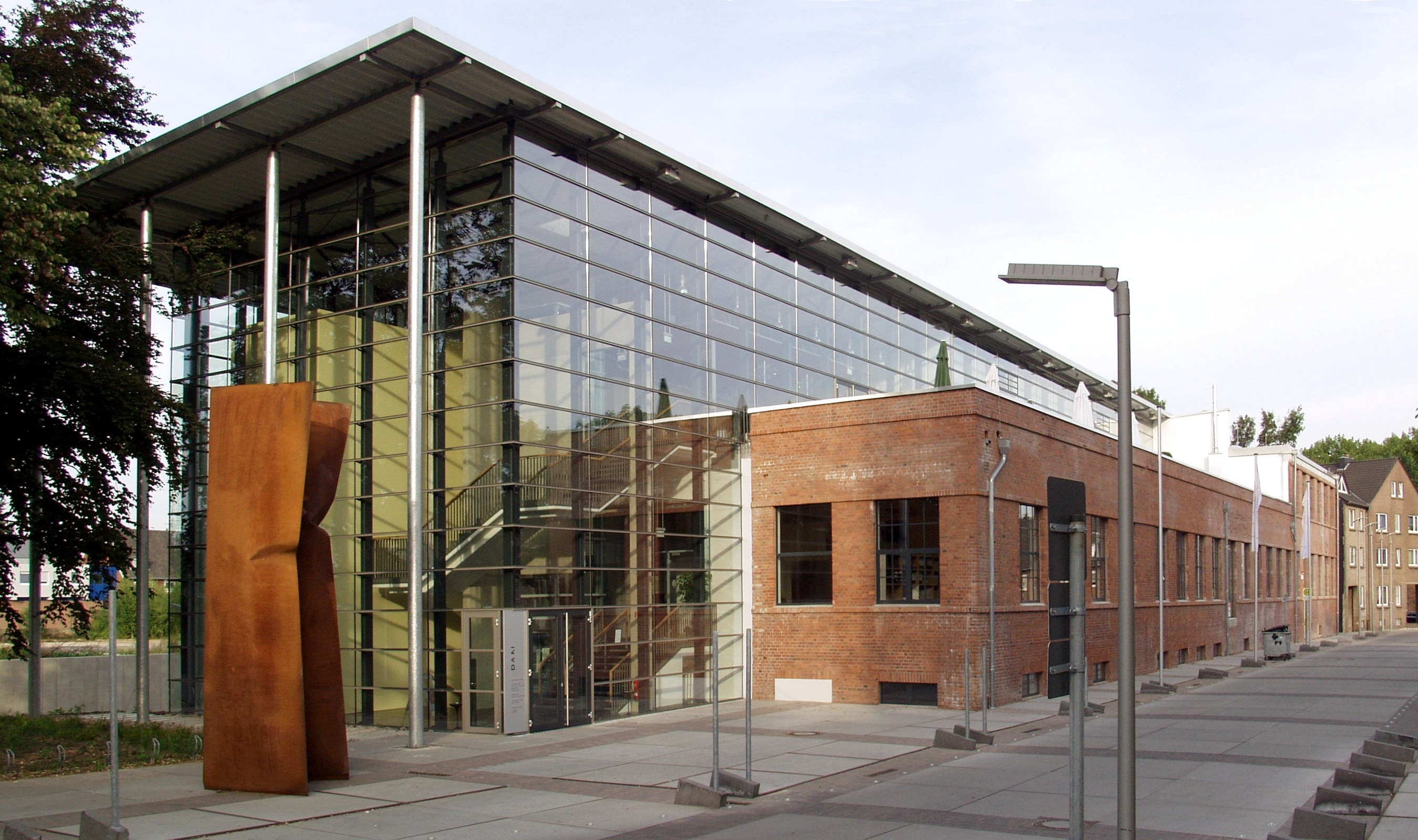
Plakátmúzeum
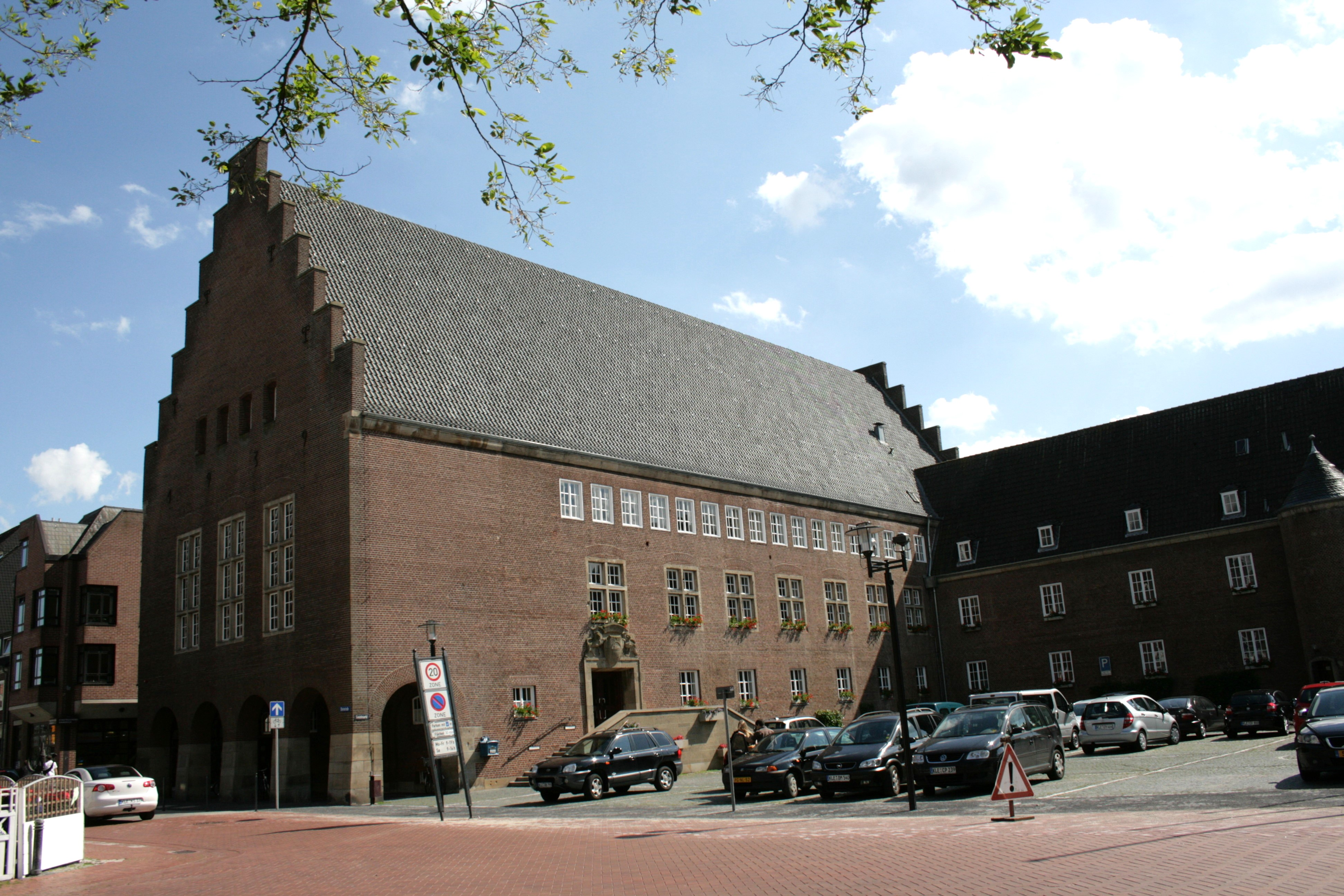
Városháza (Rathaus)
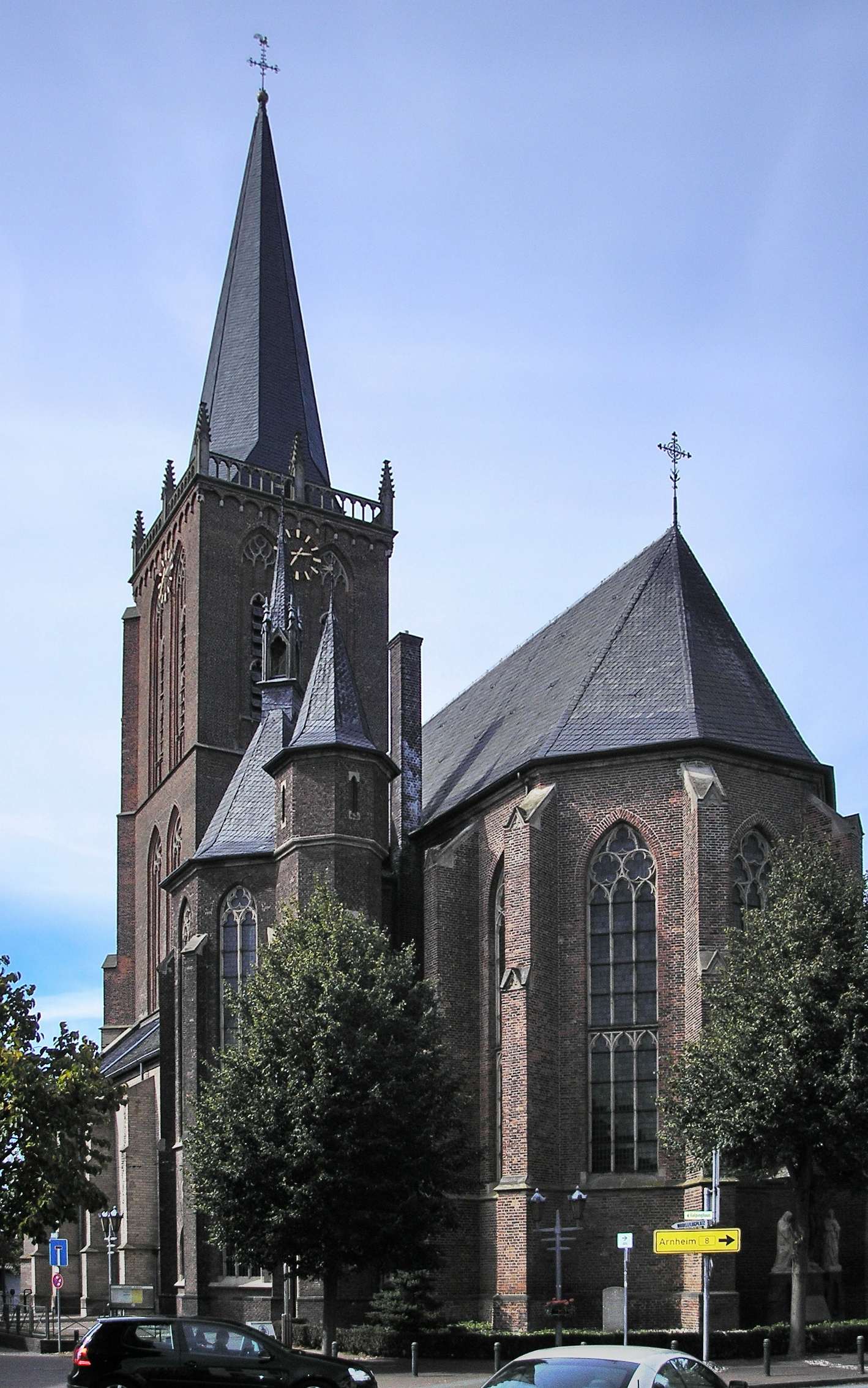
Szt. Márton templom
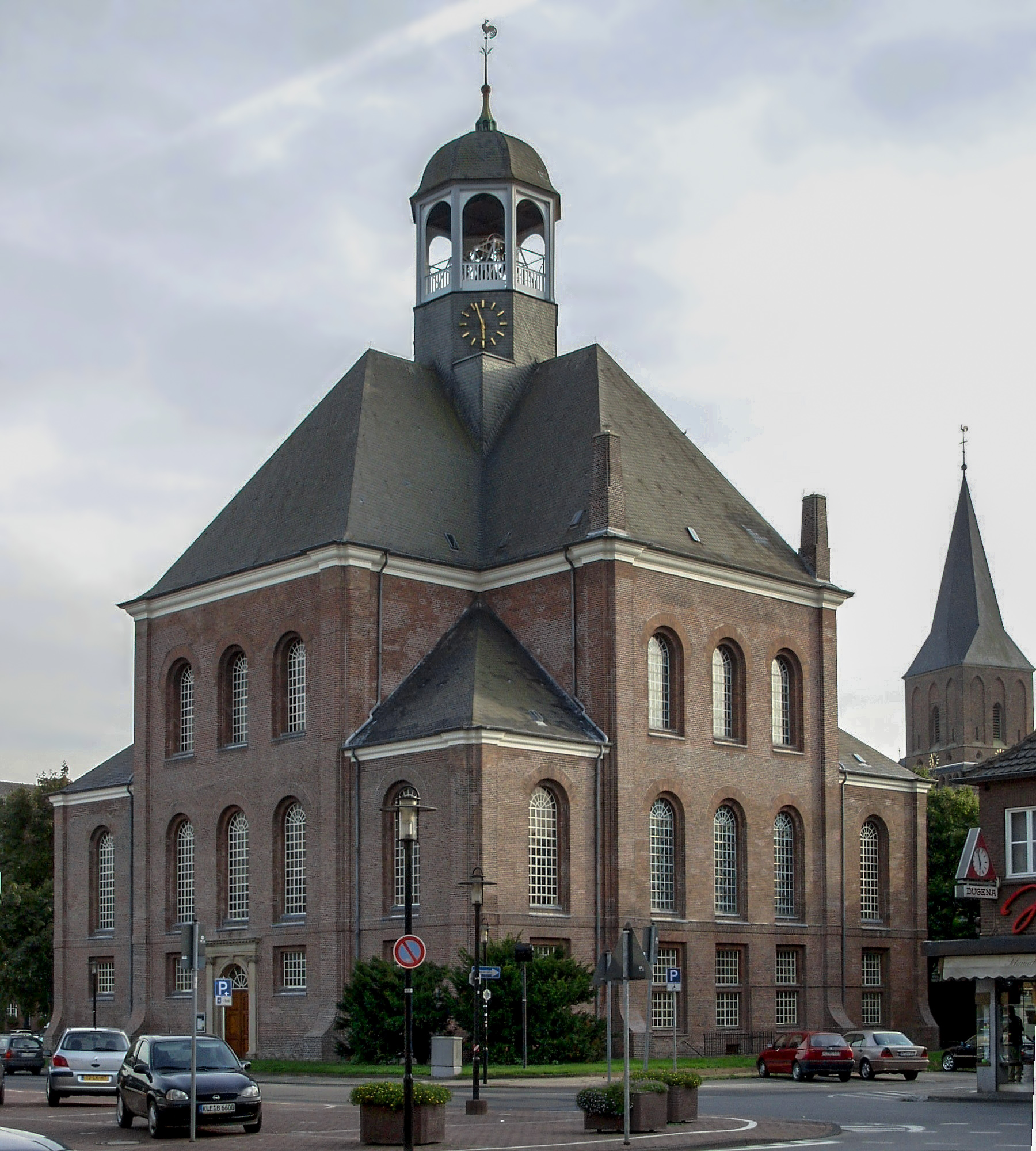
Krisztus templom
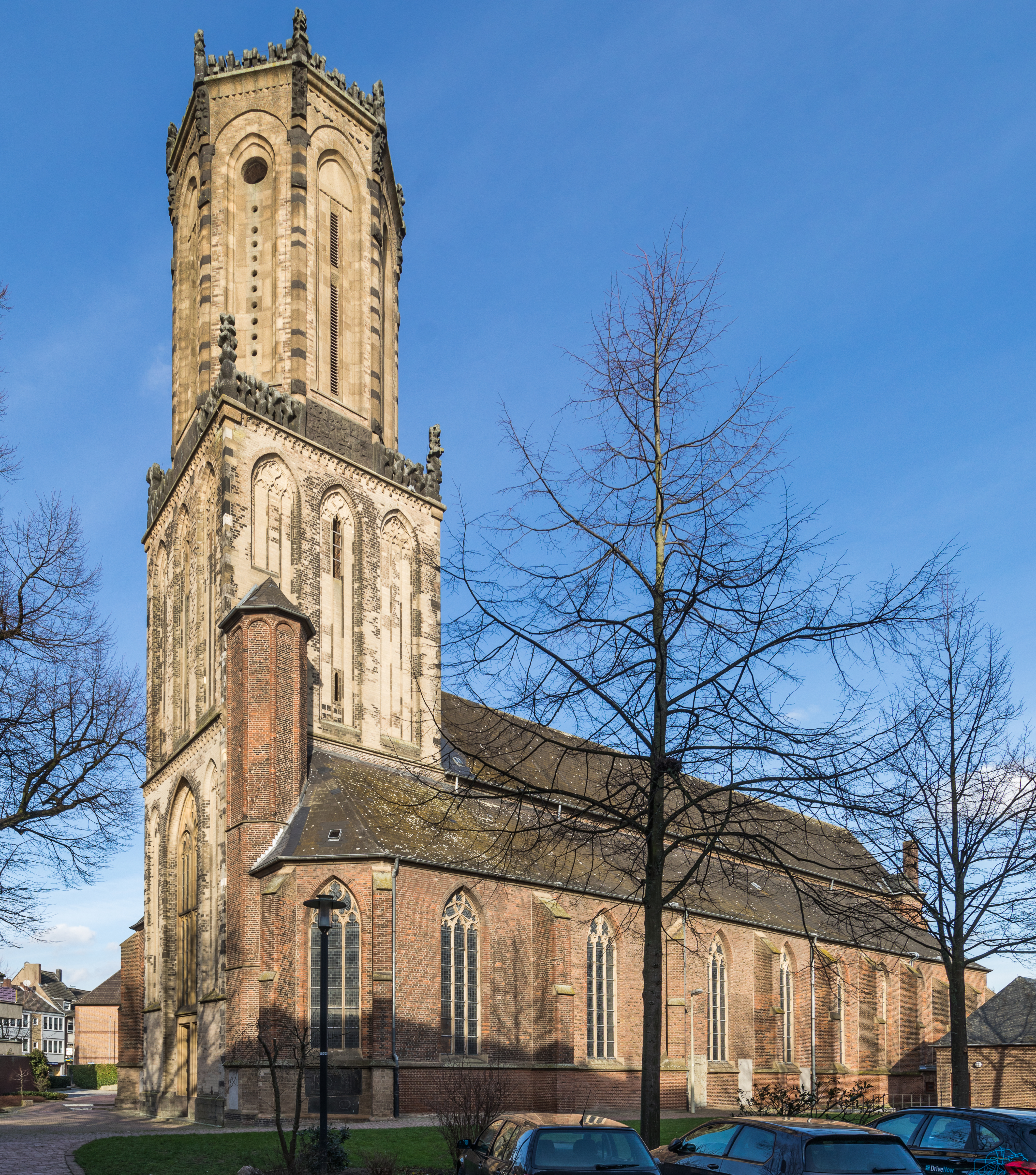
Aldegundiskirche
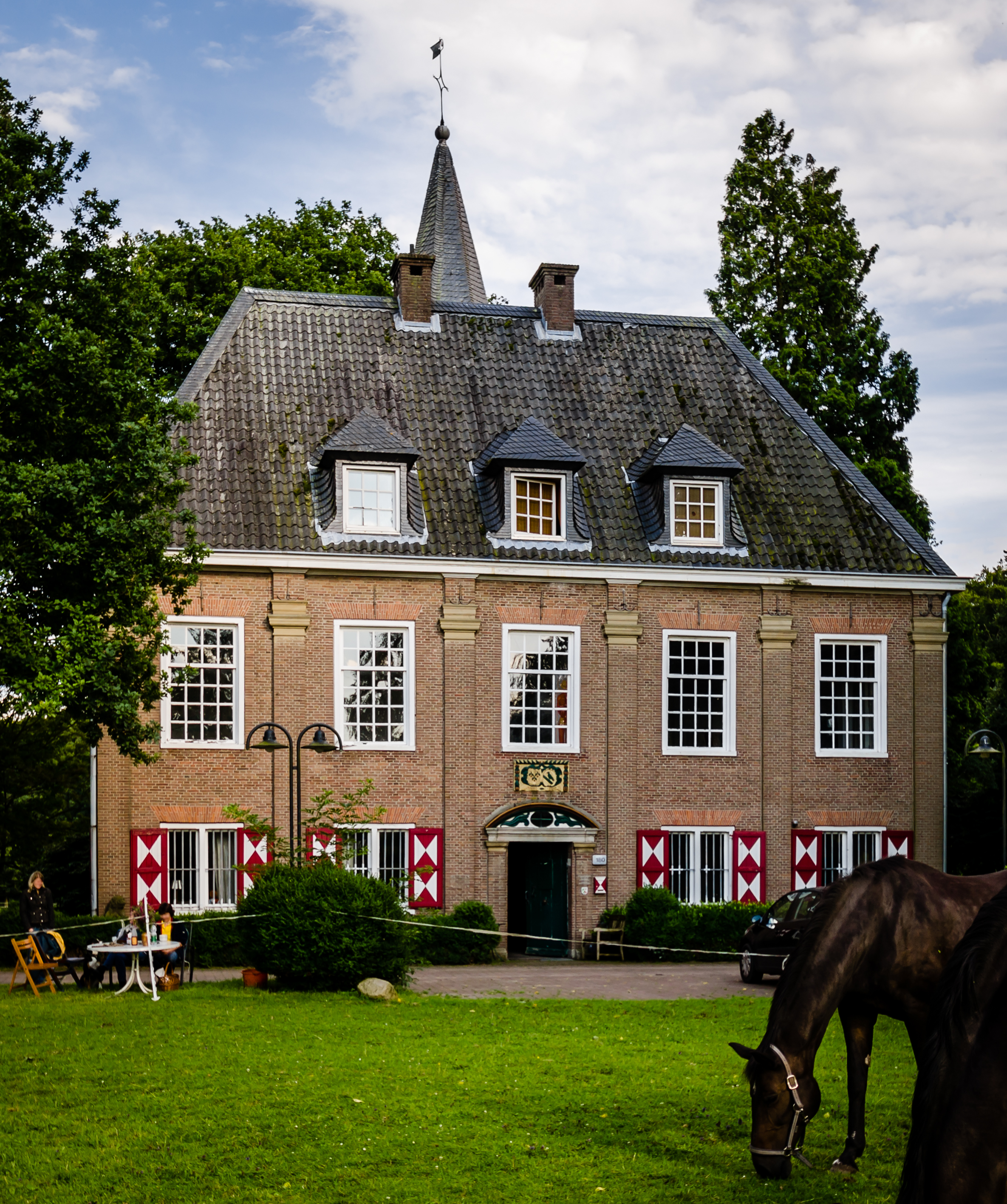
Borghesi-kastély

## Népesség
A település népességének változása:
| Lakosok száma | 29 113 | 30 105 | 30 279 | 30 968 | 30 852 | 30 845 | 30 748 | 30 854 | 31 544 | 32 157 |
|               | 1975   | 2013   | 2014   | 2015   | 2016   | 2017   | 2019   | 2021   | 2022   | 2023   |